# Reichenfels
Reichenfels osztrák mezőváros Karintia Wolfsbergi járásában. 2016 januárjában 1893 lakosa volt.

## Elhelyezkedése

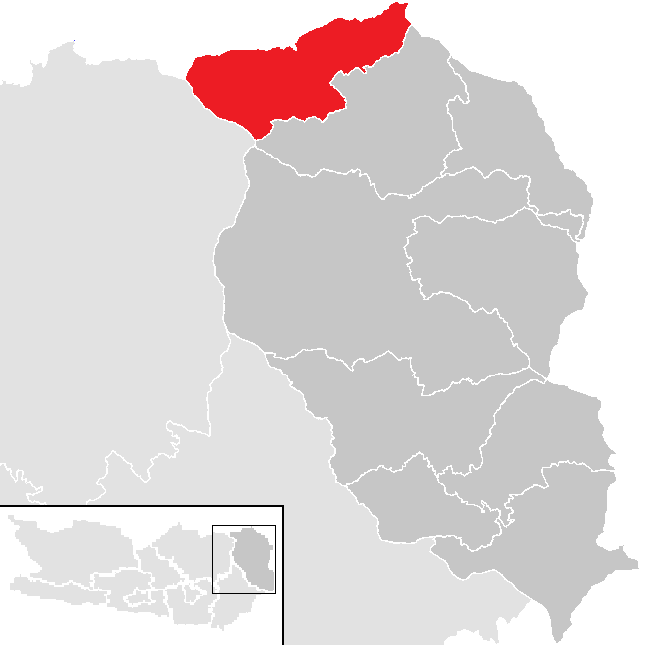
Reichenfels a Wolfsbergi járásban

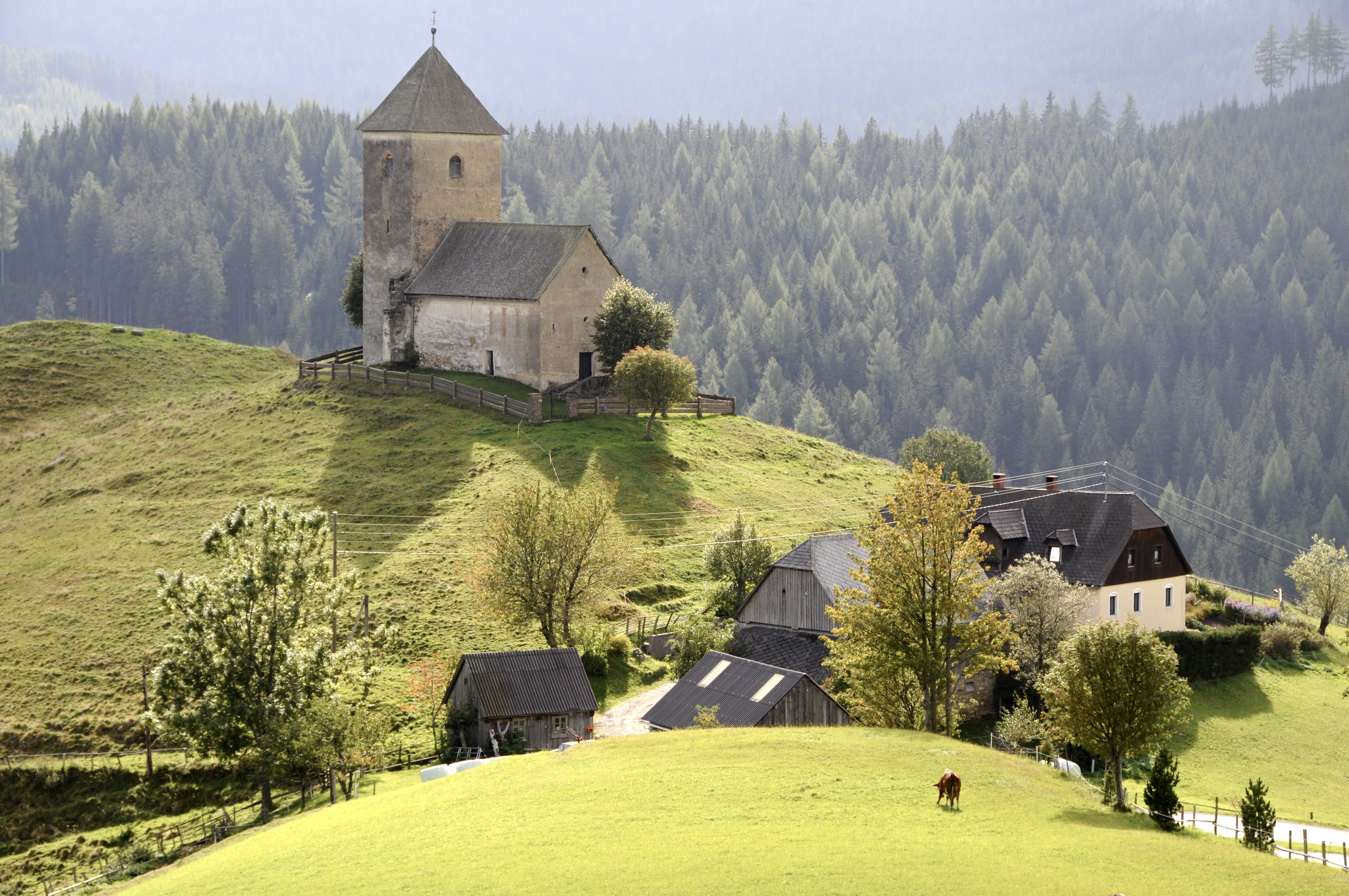
Szt. Oszvald-kápolna

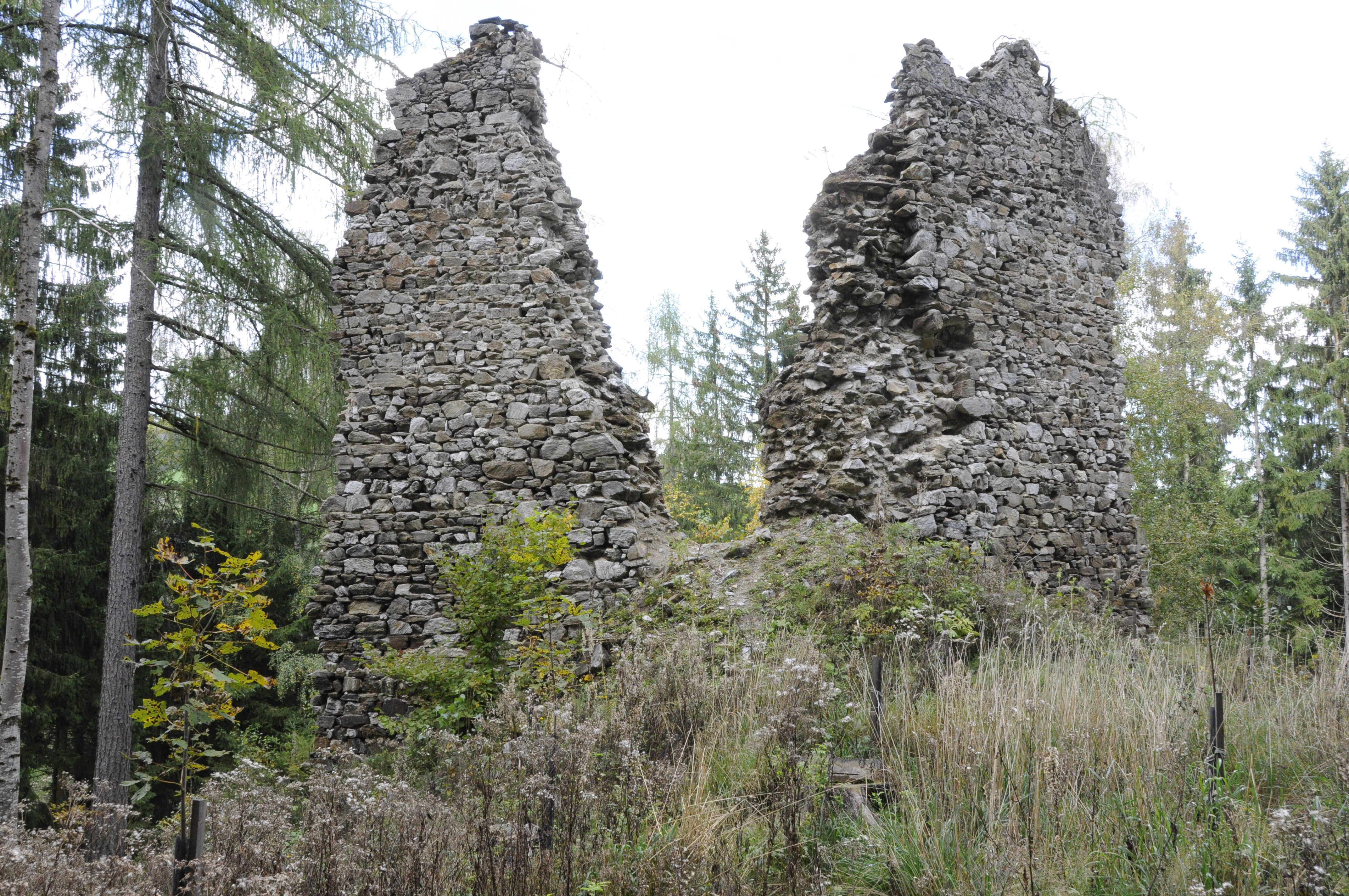
A reichenfelsi vár romjai

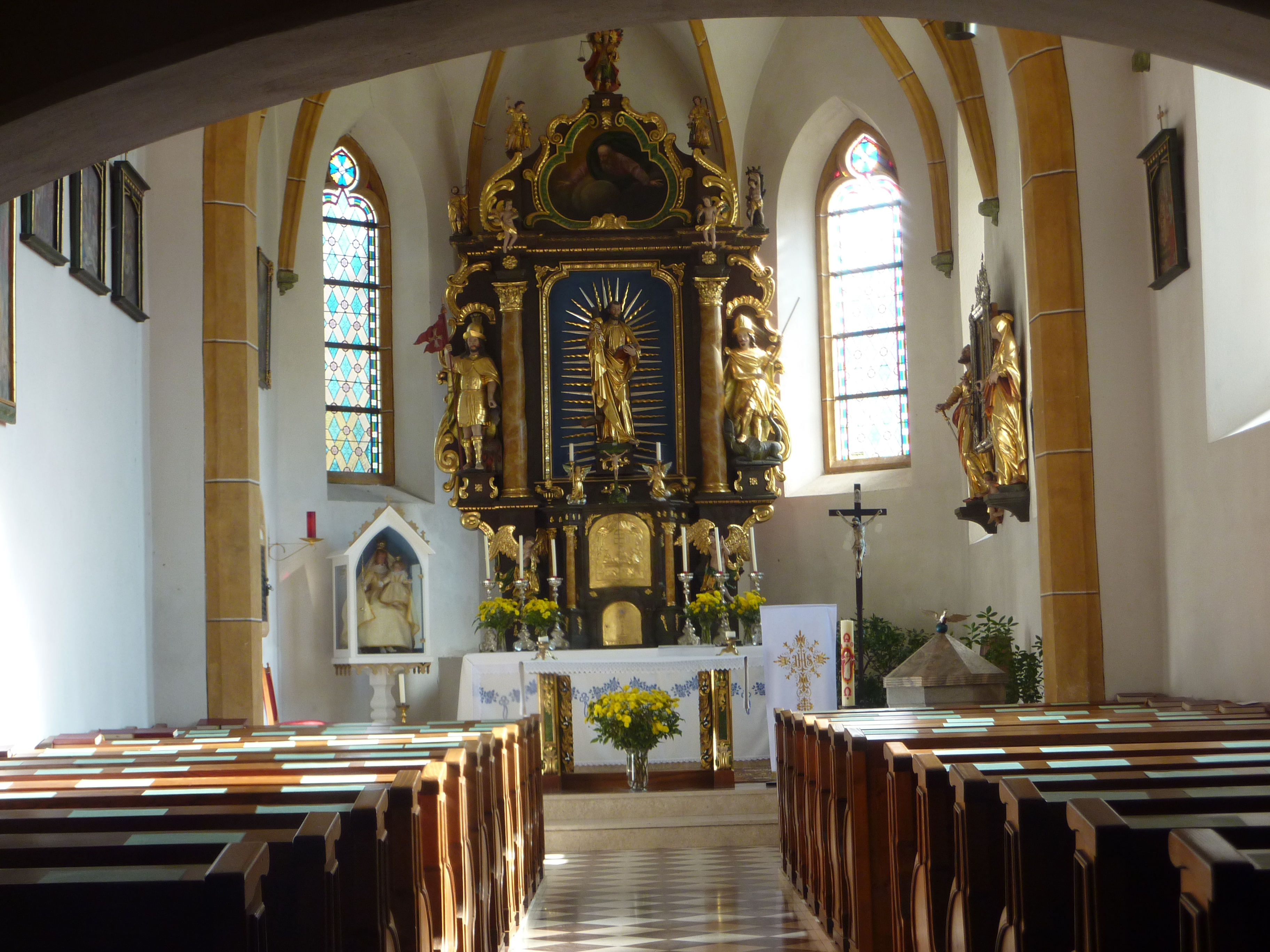
A Szt. Péter és Pál-templom belső tere

Reichenfels Karintia keleti részén helyezkedik el a felső Lavant-völgyben, a Packalpe és a Seetaler-Alpok hegyvonulatai között.  A Wolfsbergi járás legészakabbi települése. Területe a következő katasztrális községekből áll: Reichenfels (1 064 lakos), Sankt Peter im Lavanttal (313), Sommerau (196), Weitenbach (279). 
A környező települések: délre Bad Sankt Leonhard im Lavanttal, délnyugatra Hüttenberg, északra Obdach, keletre Hirschegg-Pack.

## Története
A település - eredetileg a vár - neve ("gazdagkő") a környező hegyekben található ezüst- és aranyércből származik, amelyet már a római időkben is bányásztak. Ennek volt köszönhető a város középkori virágzása is.
A 11. századtól a bambergi püspök birtoka volt. A várat először 1227-ben említik. A település 1457-ben kapott mezővárosi státuszt. 1759-ig püspöki tulajdonban maradt, Mária Terézia idején osztrák fennhatóság alá került. 
Az önkormányzat 1850-ben jött létre. 1958-ban hozzácsatolták az addig önálló Sankt Petert.

## Lakosság
A reichenfelsi önkormányzat területén 2016 januárjában 1893 fő élt, ami némi visszaesést jelent a 2001-es 2083 lakoshoz képest. Akkor a helybeliek 97,4%-a volt osztrák állampolgár. A reichenfelsiek 95,5%-a katolikusnak, 1,5% evangélikusnak, 1,0% pedig felekezeten kívülinek vallotta magát. 

## Látnivalók
- A Szt. Jakab plébániatemplom eredetileg román stílusban épült a 13. században, de azóta többször átépítették. Jókora tornyán barokk hagymakupola látható, a főoltár szintén barokk, a keresztelőkút gótikus, a kerek csontkamra a temetőben pedig román stílusú.
- a városon kívül áll a Szt. Péter és Pál-templom, a Felső-Lavanttal egyik legrégebbi temploma; első említése 931-ből való. 1480-ban a törökök lerombolták és gótikus stílusban építették újra. Keresztelőkútja késő gótikus, főoltára a 17. századból való.
- a volt bányászfaluban, Sommerauban található Karintia legrégebbi Szt. Oszvaldnak szentelt kápolnája.
- a reichenfelsi vár romjai.

## Testvérvárosok
- Aurachtal, Németország

## Fordítás
- Ez a szócikk részben vagy egészben  a   Reichenfels című német Wikipédia-szócikk ezen változatának fordításán alapul.  Az eredeti cikk szerkesztőit annak laptörténete sorolja fel. Ez a jelzés csupán a megfogalmazás eredetét és a szerzői jogokat jelzi, nem szolgál a cikkben szereplő információk forrásmegjelöléseként.